# برگولیتسه
برگولیتسه (به صربی: Brgulice) یک روستا در صربستان است که در اوبرنوواتس واقع شده‌است. برگولیتسه ۳٫۳۱ کیلومتر مربع مساحت و ۴۹۰ نفر جمعیت دارد و ۸۲ متر بالاتر از سطح دریا واقع شده‌است.